# Lebanon (Ohio)
Lebanon is een plaats (city) in de Amerikaanse staat Ohio, en valt bestuurlijk gezien onder Warren County.

## Demografie
Bij de volkstelling in 2000 werd het aantal inwoners vastgesteld op 16.962.
In 2006 is het aantal inwoners door het United States Census Bureau geschat op 20.346, een stijging van 3384 (20,0%).

## Geografie
Volgens het United States Census Bureau beslaat de plaats een oppervlakte van
30,5 km², geheel bestaande uit land. Lebanon ligt op ongeveer 286 m boven zeeniveau.

## Plaatsen in de nabije omgeving
De onderstaande figuur toont nabijgelegen plaatsen in een straal van 16 km rond Lebanon.